# Селья (река)
Селья (исп. Sella) — река на севере Пиренейского полуострова, протекает в испанских провинциях Леон и Астурия (муниципалитеты Понга, Амьева, Кангас-де-Онис, Рибадеселья). Длина реки — 66 км. Площадь бассейна составляет 1284 км². Средний расход воды 18,07 м³/с.
Начинается в Кантабрийских горах недалеко от селения Осеха-де-Сахамбре. Течёт в общем северном направлении через населённые пункты Пасо-Толивия, Эль-Ареналь-Вьехо, Самес, Корьегос, города Кангас-де-Онис и Арриондас. Впадает в Бискайский залив в городе Рибадеселья. Наивысшая точка бассейна имеет высоту 1161 м.
Основные притоки — Понга, Добра, Гуэнья, Пилонья.

## Название
Согласно Э. Баскуасу-Лопесу, «Sella», называемая в древности «Salia», представляет собой форму палеоевропейского происхождения, происходящую от индоевропейского корня *sal- «волна, текущая вода, течение».
Астурийская форма Seya непрерывно документируется от Средневековья до XX века.

## Фауна
Согласно пробам электролова, проведенным в период с 1997 по 2019 год, библиографическим ссылкам и достоверным устным сообщениям, в реке Селья были обнаружены экземпляры морской миноги, угря, алозы, гольяна (Phoxinus bigerri), лосося, губача, лаврака и камбалы.

## Спуск по Селье
С 1930 года, в первую субботу августа, между мостами Арриондас (Паррес) и Рибадеселья проводится Международный спуск по реке Селья, престижное международное мероприятие по гребле на каноэ, которое сопровождается большой вечеринкой на протяжении всех выходных.

## Галерея

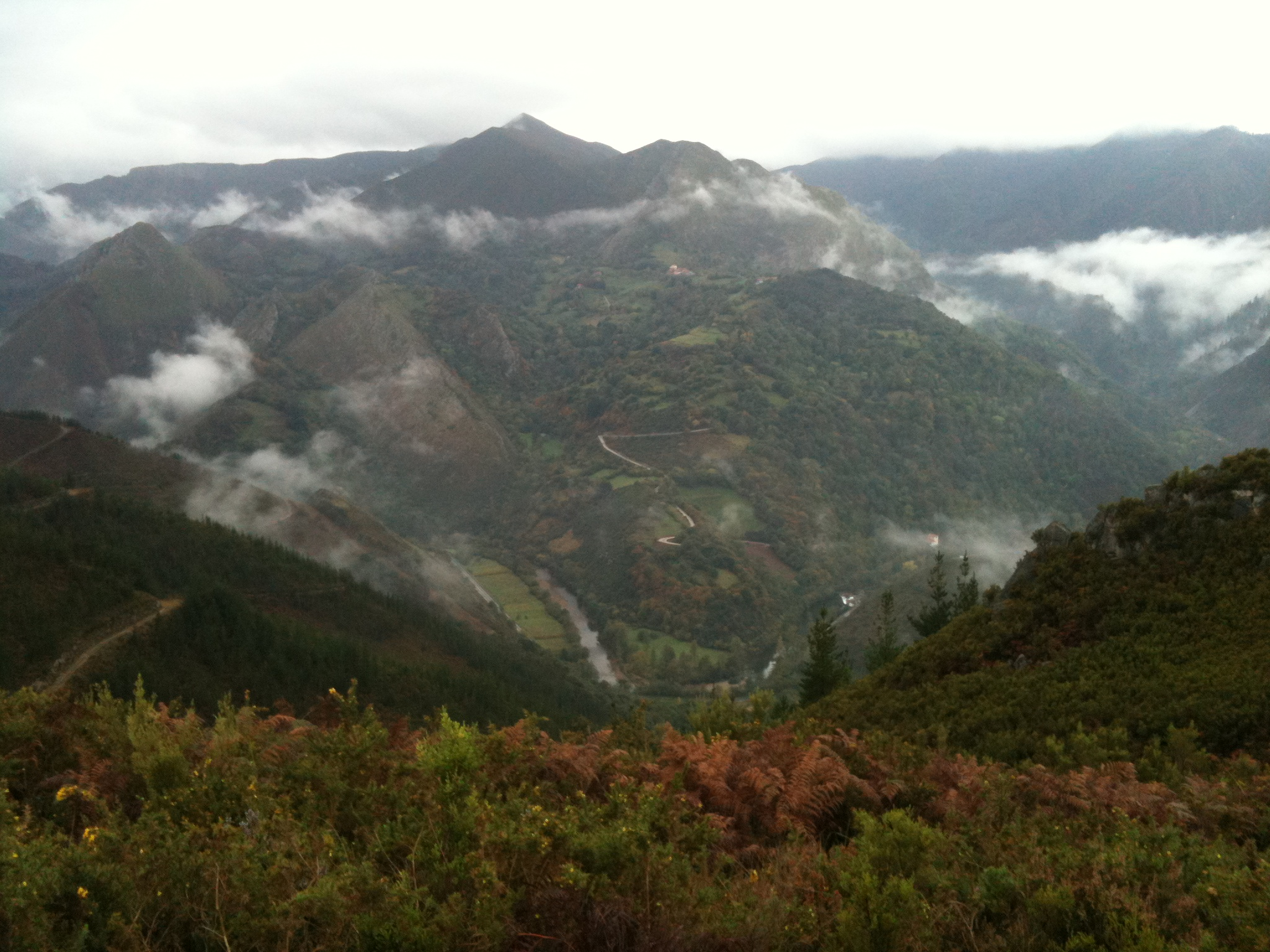
Река Селья недалеко от истока
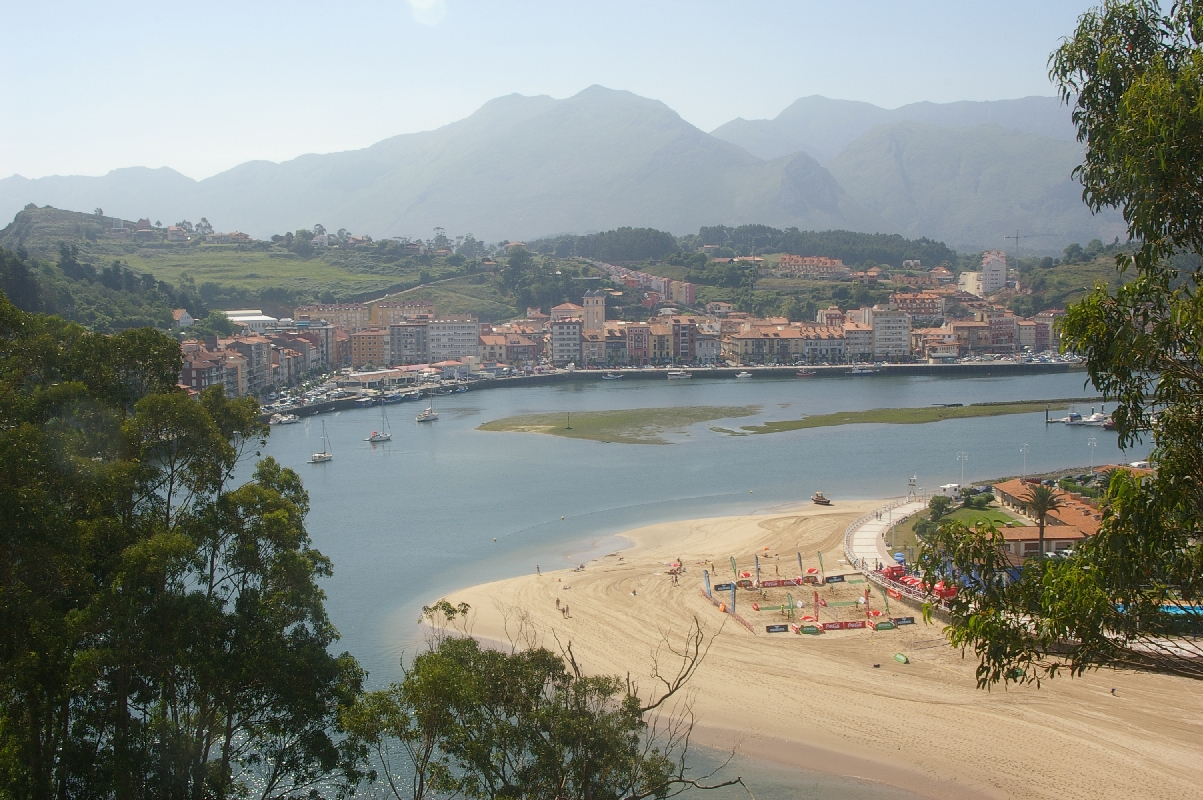
Река Селья, протекающая через Рибадеселью
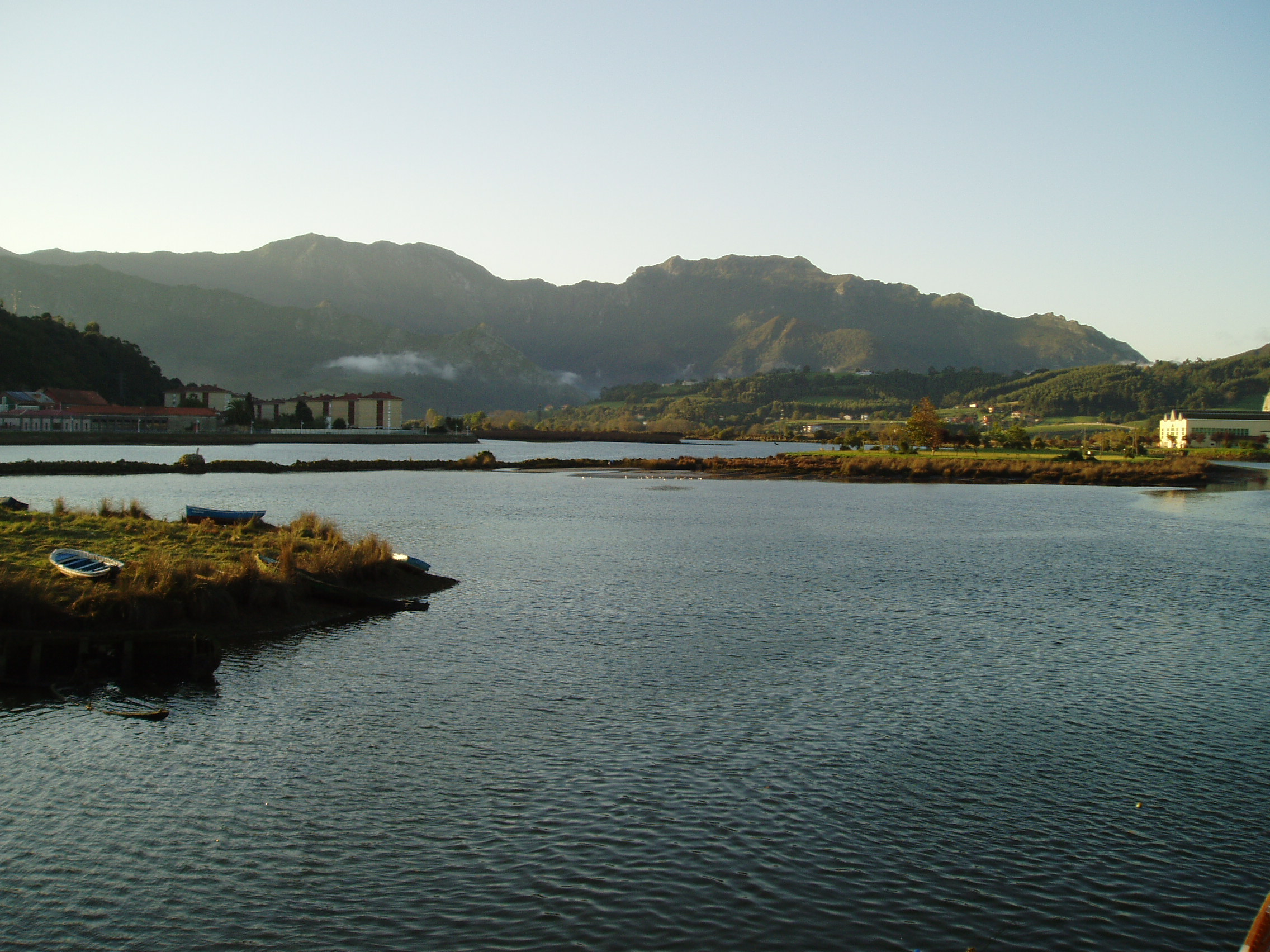
Вид на Селью в момент впадения в Риа-де-Рибадеселья
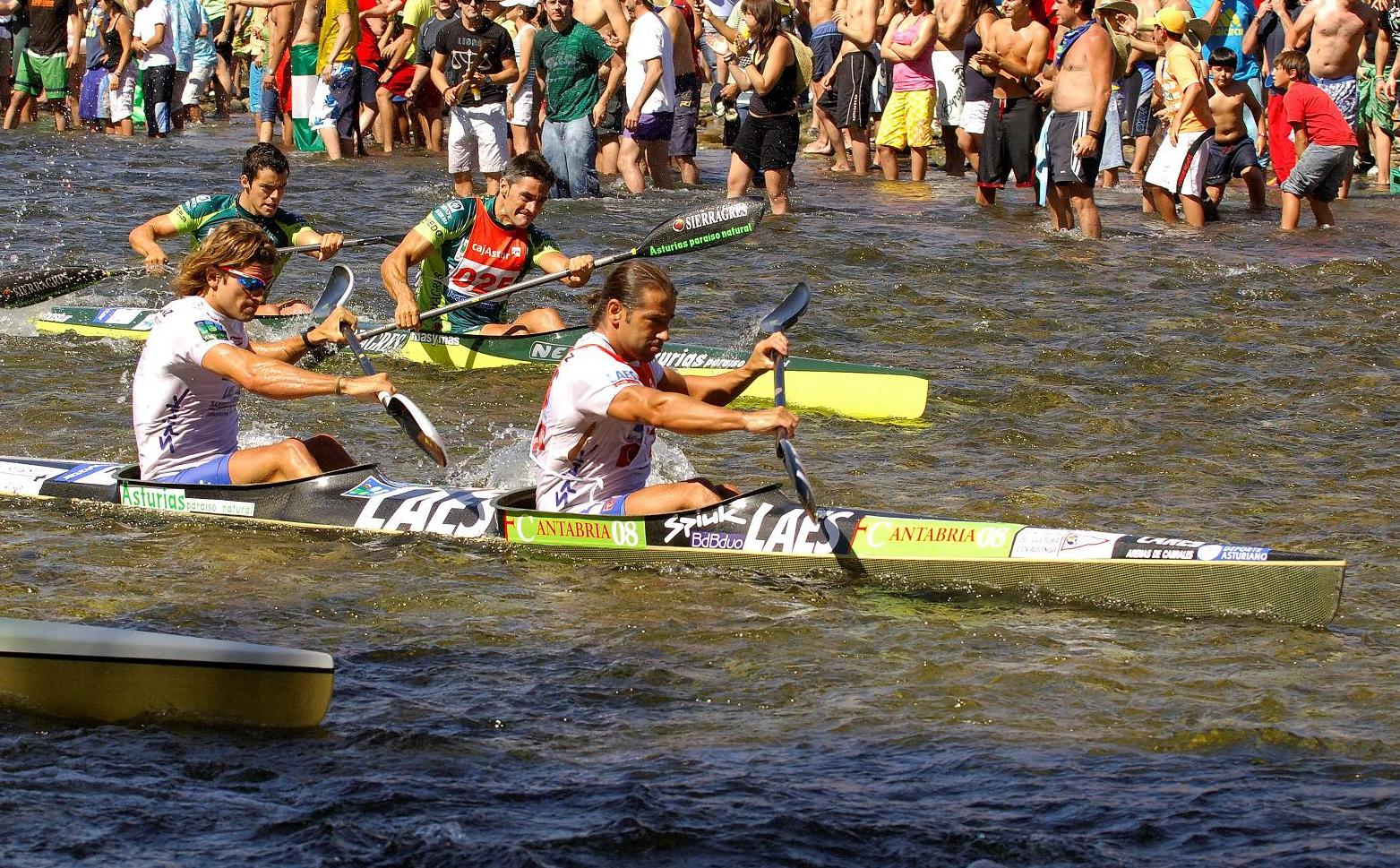
Соревнование на каноэ на спуске по Селье
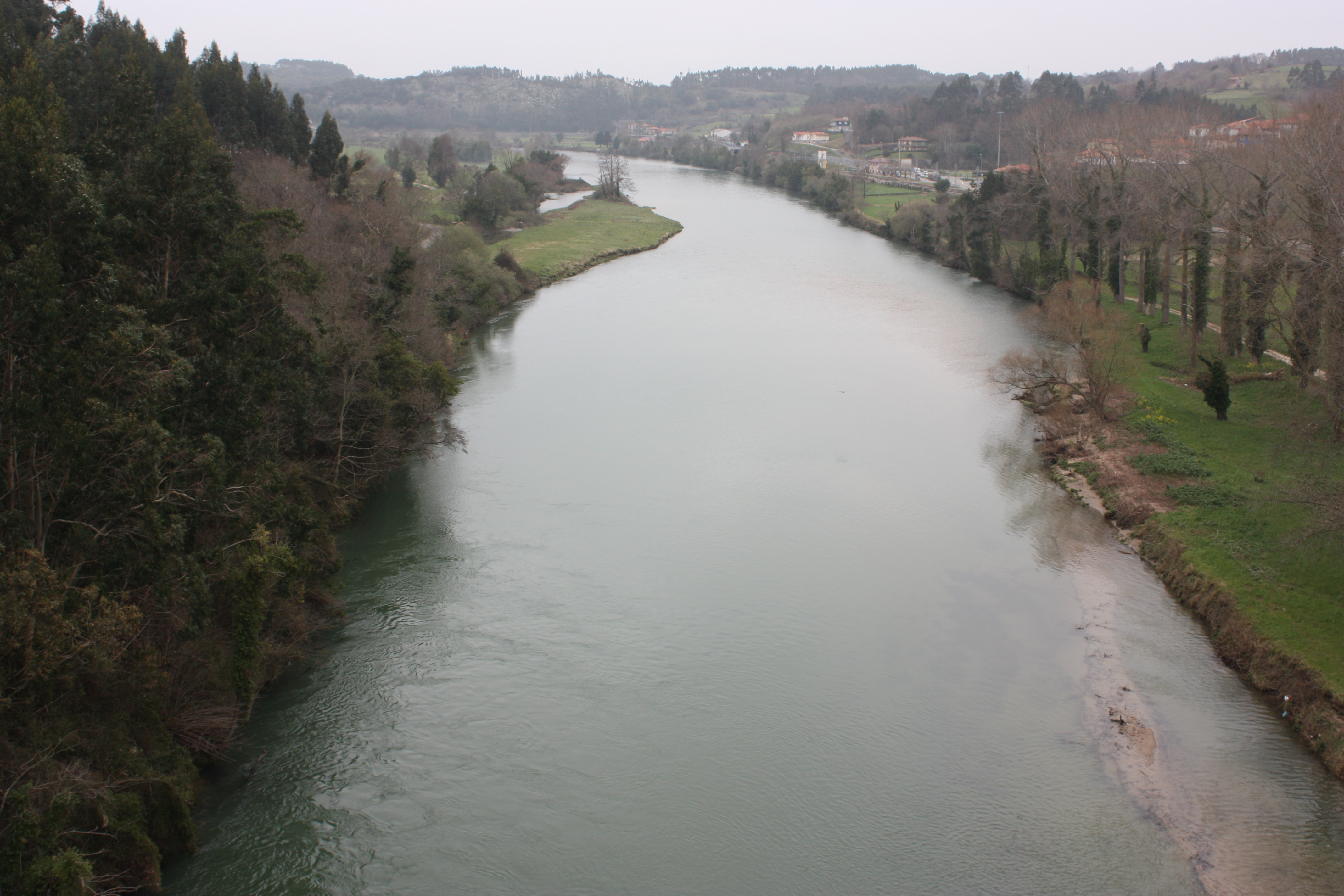
С виадука Кантабрийского шоссе на фоне Льовио